# エルカミーノ: ブレイキング・バッド THE MOVIE
『エルカミーノ: ブレイキング・バッド THE MOVIE』(El Camino: A Breaking Bad Movie)は2019年のアメリカ合衆国の犯罪映画であり、ドラマシリーズ『ブレイキング・バッド』のエピローグにあたる。シリーズを創作したヴィンス・ギリガンが脚本、監督、製作を担当し、アーロン・ポールがジェシー・ピンクマンの役を再演した。物語は、シリーズ最終回の直後に始まる。
『ブレイキング・バッド』の映画は2013年にシリーズが終了した直後から噂になっていた。ドラマが始まって10周年にあたる2017年、ギリガンはアーロン・ポールに映画の提案を行い、撮影は2018年11月にニューメキシコ州で始まり、60日間を要した。2019年8月まで、映画化は公表されなかった。
映画は2019年10月11日にNetflixで全世界に独占配信されると同時に、アメリカ国内で三日間だけ小規模に劇場公開され、のちにAMCで放送予定である。ポールの演技とシリーズのファンに与えた満足感は批評家たちから高評価を得ている。
本映画は、公開日に亡くなった俳優ロバート・フォスターの最後の映画となった。

## あらすじ
フラッシュバックで、ジェシー・ピンクマンはマイク・エルマントラウトと麻薬ビジネスを辞めた後に何をするかを語り合う。マイクはアラスカに引っ越しすることをすすめる。ジェシーは過ちを正したいと言うが、マイクは無理だと答える。
現在、シリーズの最終回の直後、ジェシーはトッドのシボレー・エルカミーノを盗んで逃げる。スキニー・ピートとバッジャーのところに行き、車を隠す。髪の毛と髭を剃ったジェシーは、オールド・ジョーに頼んで車を始末しようとするが、発信器が起動されてジョーは逃げる。スキニー・ピートはバッジャーにピートのフォード・サンダーバードを町の外まで運転させて囮とし、ジェシーにはポンティアック・フィアロを与え、自分はエルカミーノとともに家にとどまって警察を引き留めると言う。
フラッシュバックで、ジェシーが監禁されていた頃が回想される。トッドはジェシーを自分のアパートに連れて行き、大金を見つけられて殺した掃除婦の死体の始末を手伝わせる。トッドは車のグローブボックスからタバコを取ってくれとジェシーに頼み、ジェシーは銃を見つけて取り出すが、トッドの説得で引き渡す。
現在、ジェシーはラジオのニュースでリディアが毒を盛られたこととウォルターの死を知る。テレビのニュースでは両親が自首を訴える。トッドのアパートに行って金を探し、冷蔵庫の扉の内側から金を見つける。そこに二人の警察官-ニールとケイシー-が現れる。見つかったジェシーは銃で二人を脅すが、階下に大勢の警察官がいると聞かされてあきらめ逮捕される。ジェシーは二人が警察官ではなく、トッドの金を狙う悪党であることに気づき、金の在りかを教えて山分けすることにする。のちにジェシーは、二人が自分の監禁に関わった溶接会社の従業員であることに気づく。
ジェシーはソウルが使った"人消し屋"のエドを探し出し、自分の失踪を依頼する。だがエドは以前にジェシーがキャンセルした分の支払いも望み、1800ドル不足する。ジェシーは両親をおびき出して家に侵入し、金はないものの銃を見つける。ジェシーは溶接会社に行き、ニールとケイシーに1800ドルを要求するが二人は拒否する。ジェシーは決闘でニールを殺し、ケイシーをも殺す。居合わせた男たちの運転免許証を取り上げて脅す。ニールの分け前を奪ったのちに会社を爆破して手がかりを消す。
フラッシュバックで、ウォルターとジェシーはホテルで朝食をとり、ウォルターはジェシーの若さを羨む。
現在、ジェシーはエドに金を払ってアラスカに逃げる。ジェシーはブロックへの手紙をエドに託す。新たな人生に向けて車を走らせながら、ジェシーはジェーン・マーゴリスと過ごした日々のフラッシュバックを見る。

## 登場人物
- ジェシー・ピンクマン
  - 演 - アーロン・ポール、日本語吹替 - 茂木たかまさ[5]
  - かつてのメス製造人。
- トッド・アルキスト
  - 演 - ジェシー・プレモンス、日本語吹替 - 虎島貴明[5]
  - ジェシーを監禁した男たちの一人、かつてのメス製造の仲間。
- ジェーン・マーゴリス
  - 演 - クリステン・リッター、日本語吹替 - 弓場沙織[5]
  - ジェシーの亡き恋人。
- スキニー・ピート
  - 演 - チャールズ・ベイカー（英語版）、日本語吹替 - 朝比奈拓見[5]
  - ジェシーの友人[6]。
- バッジャー
  - 演 - マット・ジョーンズ（英語版）、日本語吹替 - 島田岳洋[5]
  - ジェシーの友人[7]。
- ニール
  - 演 - スコット・マッカーサー（英語版）
  - 警官を装う溶接会社従業員。
- ケイシー
  - 演 - スコット・シェパード
  - 警官を装う溶接会社従業員。
- ルー
  - 演 - トム・バウアー
  - トッドのアパートの向かいに住む男。
- ケニー
  - 演 - ケヴィン・ランキン
  - ジェシーを監禁した男の一人。
- オールド・ジョー
  - 演 - ラリー・ハンキン（英語版）
  - 車の解体場の経営者[8]。
- ミスター・ピンクマン
  - 演 - マイケル・ボフシェヴァー
  - ジェシーの父。
- ミセス・ピンクマン
  - 演 - テス・ハーパー
  - ジェシーの母。
- ジーン
  - 演 - マーラ・ギブス（英語版）
  - エドの店で掃除機を買う女性。
- カイル
  - 演 - ブレンダン・セクストン3世
  - 溶接会社従業員。
- ダイナーのウェイター
  - 演 - ジョニー・オルティス
  - ウォルターとジェシーが朝食をとるダイナーのウェイター。
- エド・ガルブレイス
  - 演 - ロバート・フォスター、日本語吹替 - 高岡瓶々[5]
  - 表向きは掃除機販売業を営む人消し屋。
- マイク・エルマントラウト
  - 演 - ジョナサン・バンクス、日本語吹替 - 菅生隆之[5]
  - かつてのジェシーおよびウォルター・ホワイトの仲間[9]。
- ウォルター・ホワイト
  - 演 - ブライアン・クランストン、日本語吹替 - 牛山茂[5]
  - メス製造業者のハイゼンベルク、ジェシーの相棒で元教師。

## 製作

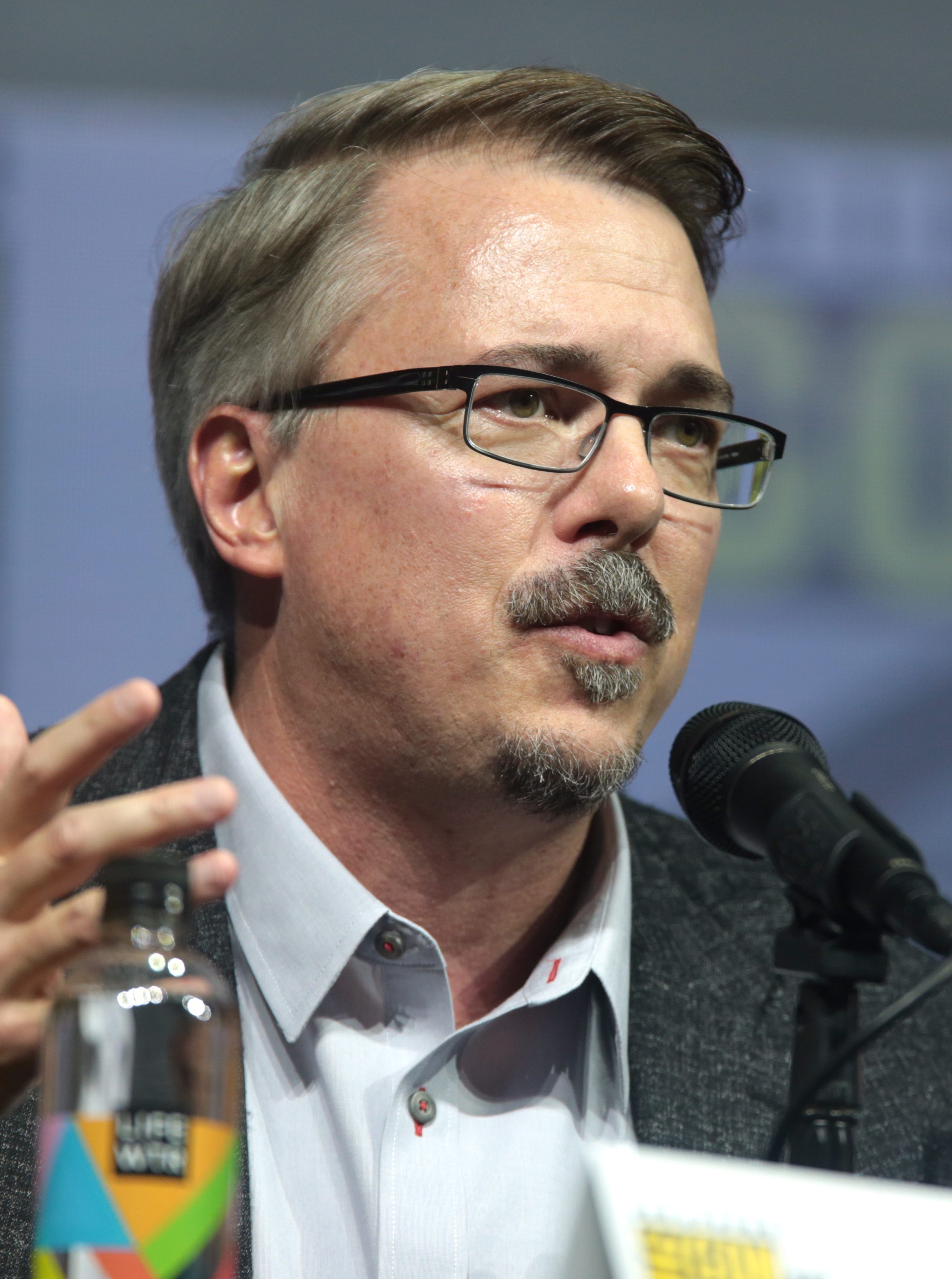
ヴィンス・ギリガンが脚本・監督・製作を担当した

ヴィンス・ギリガンは、ドラマシリーズの撮影の最終盤に、ウォルター・ホワイトに監禁先から救出された後のジェシー・ピンクマンに何が起きたのかを自分自身に問い、本作のアイデアを練り始めた。ギリガンはシリーズ開始の10周年までこのアイデアをほかの人に話さなかったが、10周年を祝うとともにキャストやスタッフと共有し始めた。ジェシー・ピンクマンを演じたアーロン・ポールは2017年にギリガンにアイデアを打ち明けられ、ジェシーのキャラクターを演じる機会に加わる強い意思を示したことを認めている。
他の作品ではほかの脚本家と共同作業を行ったギリガンであるが、本作では一人で脚本を書いた。「ブレイキング・バッド」を製作したソニー・ピクチャーズ テレビジョンも加わり、ギリガンは映画の販売先を探し、NetflixとAMCを選択した。劇場公開をしたいというギリガンの要望はNetflixによってかなえられた。
本作は、製作準備段階から極秘とされ、キャストやスタッフには緘口令が敷かれた。ギリガンは、本作が「ブレイキング・バッド」のファンにしか受け入れられないだろうと確信していた。2018年11月の撮影開始の頃、ポールがジェシーを演じる「ブレイキング・バッド」の映画化の噂が流れ始めた。2018年11月のインタビューで、ウォルター・ホワイトを演じたブライアン・クランストンは映画化を認めながらも脚本をまだ見ておらず、ギリガンに呼ばれたならば出演したいと答えた。

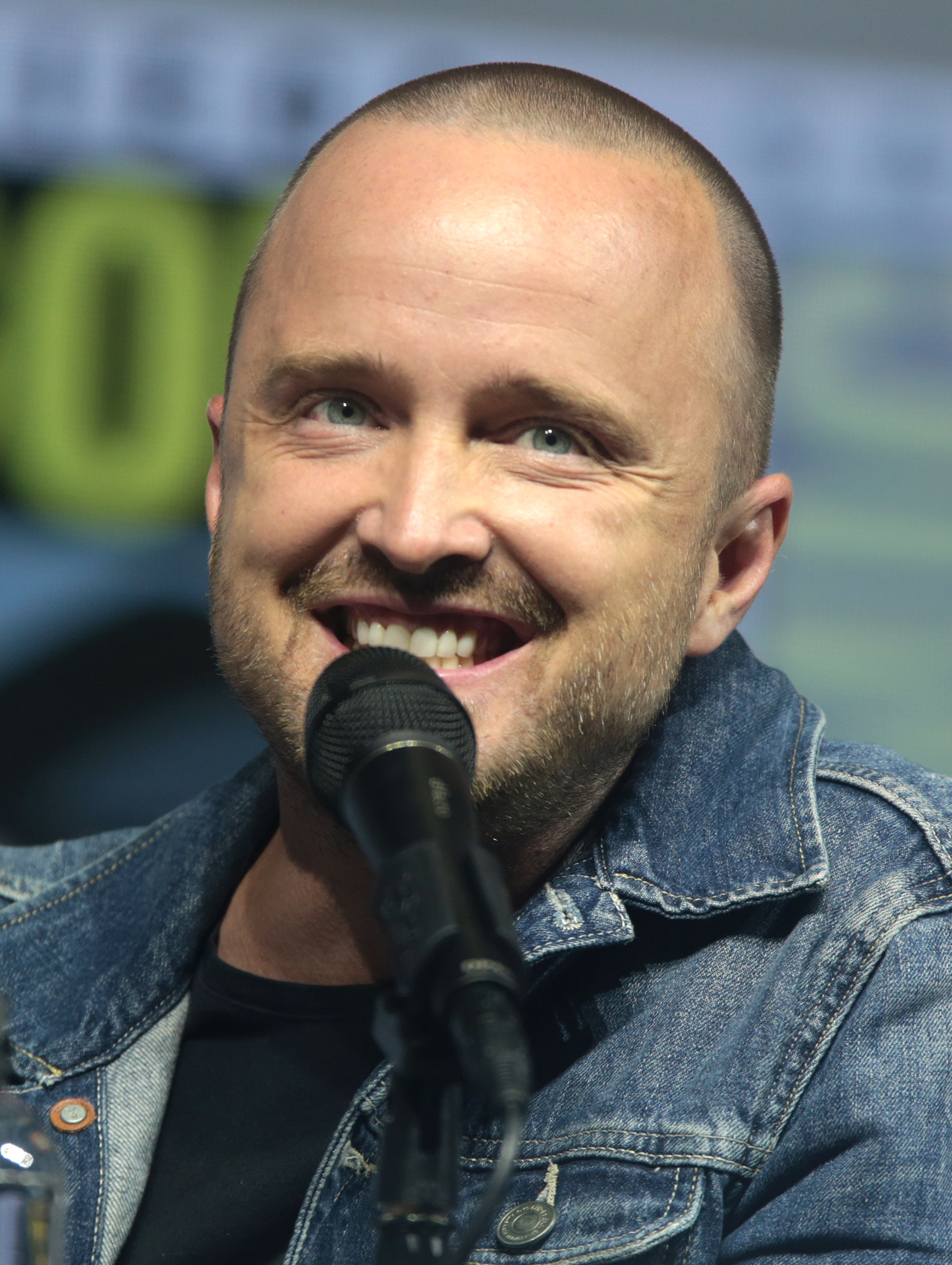
映画はアーロン・ポール演じるジェシー・ピンクマンを中心に描く

本作は、ギリガンが製作した初めての映画である。予算はシリーズ最終回の予算600万ドルを超えたと伝えられる。 本作はArri Alexa 65を用いて劇場用ワイドスクリーンサイズで撮影された。撮影の大部分は2018年11月にアルバカーキで行われた
。「ブレイキング・バッド」では一日あたり6ページから8ページ分の撮影を行ったが、本作では一日あたり1.5ページから3ページの緩やかなペースで撮影が行われ、豊かな予算によりドラマシリーズ撮影時ではかなわなかったアルバカーキの外での撮影が可能になった。ポールによれば、クランストンはブロードウェイの舞台を二日休んで、秘密を守るためにクルーおよびその家族だけが出演したダイナーでのシーンにカメオ出演した。ポールとクランストンは、現場の外で会うことを禁じられた。
地元のメディアが気づいたころには、撮影の大部分は終了していた。
2019年2月、本作はNetflixおよびAMCによって発表された。2019年8月24日、 Netflixは題名を発表するとともに予告編を公開した。

## 公開
本作は、2019年10月7日ロサンゼルスのRegency Village Theater で公開された。同年10月11日にNetflixで全世界に配信され、後にはAMCで放送される予定である。本作はまた、10月11日から三日間だけ、アメリカ国内で限定劇場公開された。
公開日、エドを演じた俳優のロバート・フォスターが78才で死去した。「ブレイキング・バッド」のキャスト達は彼に哀悼の意を表した。

## 評価
本作は批評家から高い評価を得た。映画批評集積サイトのRotten Tomatoesには121件のレビューがあり、批評家支持率は91%、平均点は10点満点で7.24点となっている。サイト側による批評家の見解の要約は「アーロン・ポールのキャリア最高のパフォーマンスに導かれ、『エルカミーノ: ブレイキング・バッド THE MOVIE』はブレイキング・バッドのエピローグ作品として成功を収めた」となっている。

## 製作秘話
2019年10月29日、製作秘話のドキュメンタリー『エルカミーノ: ブレイキング・バッド THE MOVIEの舞台裏』(The Road to El Camino: A Breaking Bad Movie)がNetflix、およびyoutube Netflix公式チャンネルで配信された。